# Wittenberg (condado de Shawano, Wisconsin)
Wittenberg es un municipio situado en el condado de Shawano, Wisconsin, Estados Unidos. Tiene una población estimada, a mediados de 2023, de 832 habitantes.

## Geografía
El municipio está ubicado en las coordenadas 44°47′57″N 89°9′40″O / 44.79917, -89.16111. Según la Oficina del Censo, tiene una superficie total de 88.26 km², de los cuales 88.00 km² corresponden a tierra firme y 0.26 km² están cubiertos de agua.

## Demografía
Según el censo de 2020, en ese momento había 823 personas residiendo en la zona. La densidad de población era de 9.35 hab./km². El 88.82% de los habitantes eran blancos, el 0.61% eran afroamericanos, el 2.43% eran amerindios, el 0.12% era asiático, el 1.94% eran de otras razas y el 6.08% eran de una mezcla de razas. Del total de la población, el 2.67% eran hispanos o latinos de cualquier raza.